# Pallanuoto Sport Management 2015-2016

## Rosa
| N° |                       | Ruolo | Giocatore            |
| -- | --------------------- | ----- | -------------------- |
|    | Italia (bandiera)     | P     | Paolo Oliva          |
|    | Brasile (bandiera)    | P     | Vinicius Antonelli   |
|    | Montenegro (bandiera) | P     | Dejan Lazović        |
|    | Italia (bandiera)     | D     | Francesco Coppoli    |
|    | Croazia (bandiera)    | D     | Marko Jelača         |
|    | Serbia (bandiera)     | D     | Predrag Zimonjić     |
|    | Italia (bandiera)     | CV    | Andrea Di Fulvio     |
|    | Italia (bandiera)     | CV    | Alessandro Brambilla |

| N° |                    | Ruolo | Giocatore          |
| -- | ------------------ | ----- | ------------------ |
|    | Italia (bandiera)  | CV    | Tommaso Vergano    |
|    | Italia (bandiera)  | CV    | Andrea Razzi       |
|    | Croazia (bandiera) | A     | Antonio Petković   |
|    | Italia (bandiera)  | A     | Cristiano Mirarchi |
|    | Italia (bandiera)  | A     | Giacomo Bini       |
|    | Italia (bandiera)  | A     | Edoardo Di Somma   |
|    | Italia (bandiera)  | CB    | Arnaldo Deserti    |
|    | Italia (bandiera)  | CB    | Tommaso Busilacchi |

| Allenatore: | Marco Baldineti |

## Mercato
| Acquisti | Acquisti             | Acquisti      | Acquisti |
| R.       | Nome                 | da            |          |
| -------- | -------------------- | ------------- | -------- |
| P        | Vinicius Antonelli   | San Paolo     |          |
| P        | Paolo Oliva          | Como          |          |
| P        | Dejan Lazović        | Budva         |          |
| D        | Francesco Coppoli    | Florentia     |          |
| D        | Marko Jelača         | Como          |          |
| CV       | Alessandro Brambilla | Quinto        |          |
| CV       | Tommaso Vergano      | Metanopoli    |          |
| A        | Antonio Petković     | Acquachiara   |          |
| A        | Cristiano Mirarchi   | Roma Vis Nova |          |
| A        | Edoardo Di Somma     | Bogliasco     |          |
| CB       | Arnaldo Deserti      | Bogliasco     |          |
| CB       | Tommaso Busilacchi   | Como          |          |

| Cessioni | Cessioni         | Cessioni           | Cessioni |
| R.       | Nome             | a                  |          |
| -------- | ---------------- | ------------------ | -------- |
| P        | Mattia Conti     | Imperia            |          |
| P        | Goran Volarević  | Acquachiara        |          |
| D        | Leonardo Binchi  | fine rapporto      |          |
| D        | Blagoje Ivović   | Ortigia            |          |
| CV       | Roberto Boldrini | fine rapporto      |          |
| CV       | Carlo Di Fulvio  | Victoria Melbourne |          |
| A        | Michele Luongo   | Acquachiara        |          |
| CB       | Michele Lapenna  | Roma Nuoto         |          |
| CB       | Olexandr Sadovyy | Savona             |          |

## Risultati

### Serie A1

#### Girone di andata
| Arbitri: | Massimo Calabrò Massimiliano Caputi |

|                                                    |           |                                                        |
| Petković: 4 Bini, A. Di Fulvio, Mirarchi, Razzi: 2 | Marcatori | 3: Sadovyy 2: J. Colombo, Milaković, Pesenti 1: Cesini |

| Arbitri: | Stefano Alfi Fabio Brasiliano |

|                                                                |           |                                                            |
| Calcaterra, Vitola: 2 Bezić, Del Basso, Mandolini, B. Oneto: 1 | Marcatori | 3: Deserti, Petković 2: Razzi 1: Coppoli, Jelača, Mirarchi |

| Arbitri: | Filippo Gomez Stefano Scappini |

|                                                       |           |                                                                |
| Petković: 4 E. Di Somma, Mirarchi: 2 Bini, Deserti: 1 | Marcatori | 3: Guimarães 2: Elez 1: Berlanga, Ferreccio, Petronio, Popović |

| Arbitri: | Stefano Ricciotti Stefano Riccitelli |

|                                              |           |                                           |
| Lanzoni: 2 Marziali, Gitto, Luongo, Pérez: 1 | Marcatori | 3: Jelača 2: Busilacchi 1: Petković, Bini |

| Arbitri: | Raffaele Colombo Marco Ercoli |

|                                                          |           |                                                              |
| Di Somma, Petković, Busilacchi, Jelača, Bini, Deserti: 1 | Marcatori | 4: Ivović 3: Aicardi 2: Di Fulvio, Mandić 1: Sukno, Fondelli |

| Arbitri: | Leonardo Ceccarelli Francesco Romolini |

|                                        |           |                                                                       |
| Mugnaini: 2 Salemi, Cambiaso, Manzi: 1 | Marcatori | 3: Petković 2: Brambilla, Di Somma, Jelača 1: Mirarchi, Bini, Deserti |

| Arbitri: | Luca Bianco Luca Castagnola |

|                                                           |           |                                                   |
| Petković: 5 Bini: 3 Mirarchi: 2 Jelača, Razzi, Deserti: 1 | Marcatori | 2: Di Rocco, Giorgi 1: De Vena, Charuto, Cannella |

| Arbitri: | Attilio Paoletti Stefano Scappini |

|                                                                                   |           |                                                    |
| Fracas: 2 De Trane, Di Somma, Guidaldi, Ravina, Gambacorta, Gonzalez, Giordano: 1 | Marcatori | 3: Jelača 2: Coppoli, Petković 1: Vergano, Deserti |

| Arbitri: | Fabio Brasiliano Stefano Riccitelli |

|                                                   |           |                                                                |
| Deserti: 4 Bini: 3 Coppoli, Petković, Di Somma: 2 | Marcatori | 4: Gallo 2: Dolce 1: Briganti, Marinić Kragić, Bušlje, Saviano |

| Arbitri: | Mario Bianchi Massimiliano Caputi |

|                                                           |           |                                                |
| Rizzo: 4 Presciutti, Molina, Nora, Bertoli, Napolitano: 1 | Marcatori | 2: Petković, Bini 1: Di Somma, Jelača, Deserti |

| Arbitri: | Raffaele Colombo Giovanni Lo Dico |

|                                                   |           |                                                           |
| Brguljan, Campopiano: 3 Di Costanzo: 2 Velotto: 1 | Marcatori | 2: Coppoli, Petković 1: Di Fulvio, Vergano, Bini, Deserti |

| Arbitri: | Stefano Riccitelli Francesco Romolini |

|                                                                               |           |                                               |
| Deserti: 3 Brambilla, Petković: 2 Vergano, Di Somma, Mirarchi, Bini, Razzi: 1 | Marcatori | 3: Camilleri 2: Di Luciano 1: Abela, Casasola |

| Arbitri: | Fabio Brasiliano Luca Castagnola |

|                                                    |           |                                                                                            |
| Vasić, Gobbi: 3 Dani, Bruni, G. Oneto, Astarita: 1 | Marcatori | 5: Petković 4: Di Somma 3: Bini, Deserti 2: Vergano, Mirarchi, Razzi 1: Brambilla, Coppoli |

#### Girone di ritorno
| Arbitri: | Luca Bianco Cristina Taccini |

|                                            |           |                                                                      |
| Alesiani, Milaković: 2 Bianco, Agostini: 1 | Marcatori | 3: Di Somma 2: Petković, Deserti 1: Coppoli, Jelača, Mirarchi, Razzi |

| Arbitri: | Massimo Calabrò Stefano Pinato |

|                                                                            |           |                                                                      |
| Di Somma: 5 Petković, Mirarchi, Deserti: 4 Brambilla: 3 Razzi: 2 Jelača: 1 | Marcatori | 2: Carchiolo 1: Murro, Pappacena, Bezić, Spinelli, Vitola, Del Basso |

| Arbitri: | Marco Piano Stefano Scappini |

|                                              |           |                                                                        |
| Popović: 2 Petronio, Giacomini, Guimarães: 1 | Marcatori | 4: Petković 2: Di Somma, Jelača, Mirarchi, Deserti 1: Brambilla, Razzi |

| Arbitri: | Mario Bianchi Giovanni Lo Dico |

|                                                             |           |                                                  |
| Deserti: 3 Coppoli, Petković, Razzi: 2 Vergano, Di Somma: 1 | Marcatori | 2: Valentino, Luongo 1: Lanzoni, Marziali, Gitto |

| Arbitri: | Massimiliano Caputi Gianluca Centineo |

|                                                                               |           |                                 |
| Figlioli, Aicardi: 3 Sukno, Bodegas: 2 Mandić, Giorgetti, Figari, Fondelli: 1 | Marcatori | 2: Di Somma 1: Jelača, Mirarchi |

| Arbitri: | Francesco Romolini Cristina Taccini |

|                                                                                      |           |            |
| Mirarchi, Razzi: 4 Brambilla: 3 Petković, Di Somma, Busilacchi: 2 Coppoli, Jelača: 1 | Marcatori | 1: Steardo |

| Arbitri: | Daniele Bianco Stefano Pinato |

|                                               |           |                                                                                         |
| Maddaluno: 3 Leporale: 2 Di Rocco, Lapenna: 1 | Marcatori | 5: Petković, Razzi 2: Busilacchi, Brambilla, Di Somma, Bini 1: Vergano, Jelača, Deserti |

| Arbitri: | Luca Bianco Massimo Calabrò |

|                                                                    |           |                                                                      |
| Petković: 5 Bini: 3 Mirarchi: 2 Di Fulvio, E. Di Somma, Deserti: 1 | Marcatori | 4: Ravina 3: Gonzalez 2: Gambacorta 1: De Trane, A. Di Somma, Fracas |

| Arbitri: | Giovanni Lo Dico Alberto Rovida |

|                                                               |           |                                                             |
| Marinić Kragić: 4 Bušlje, Dolce:2 Briganti, Renzuto Iodice: 1 | Marcatori | 3: Mirarchi 1: Busilacchi, Coppoli, Petković, Somma, Jelača |

| Arbitri: | Mario Bianchi Stefano Riccitelli |

|                      |           |                                                    |
| Vergano, Petković: 1 | Marcatori | 3: Ubović 1: Presciutti, Molina, Rizzo, Napolitano |

| Arbitri: | Fabio Brasiliano Stefano Pinato |

|                                                                              |           |                                                  |
| Bini: 3 Vergano: 2 Di Fulvio, Coppoli, Petković, Mirarchi, Razzi, Deserti: 1 | Marcatori | 5: Brguljan 2: Di Costanzo 1: Mattiello, Baraldi |

| Arbitri: | Marco Ercoli Giuseppe Fusco |

|                                             |           |                                                                                          |
| Puglisi, Di Luciano, Camilleri, Casasola: 1 | Marcatori | 4: Petković 2: Coppoli, Di Somma, Deserti 1: Brambilla, Vergano, Jelača, Mirarchi, Razzi |

| Arbitri: | Antonio Pascucci Stefano Ricciotti |

|                                                    |           |                               |
| Petković: 5 Di Somma, Mirarchi: 4 Razzi: 2 Bini: 1 | Marcatori | 3: Vasić 2: Bruni 1: G. Oneto |

#### Final Six Scudetto
| Arbitri: | Stefano Riccitelli Mario Bianchi |

|                                                 |           |                                                     |
| Busilacchi, Coppoli, Di Somma, Bini, Deserti: 1 | Marcatori | 1: Alesiani, Pesenti, Mistrangelo, Bianco, Agostini |

| Arbitri: | Stefano Riccitelli Giovanni Lo Dico |

|                                                  |           |                                           |
| Rizzo, Presciutti: 3 Ranđelović, Molina, Nora: 1 | Marcatori | 2: Petković, Di Somma, Jelača 1: Mirarchi |

### Coppa Italia

#### Final Four

##### Semifinale
| Arbitri: | Leonardo Ceccarelli Massimiliano Caputi |

|                                                              |           |                              |
| Molina: 4 Rizzo: 3 Ubović: 2 Presciutti, Nora, Napolitano: 1 | Marcatori | 1: Busilacchi, Coppoli, Bini |

##### Finale 3º/4º posto
| Arbitri: | Giovanni Lo Dico Leonardo Ceccarelli |

|                                                           |           |                                     |
| Di Costanzo, Brguljan, Mattiello, Campopiano, Baraldi : 1 | Marcatori | 2: Jelača, Deserti 1: Vergano, Bini |

### LEN Champions League

#### Primo turno
Tre gruppi da quattro squadre ciascuno: si qualificano al 2º turno le prime tre di ciascun gruppo. La Sport Management è inclusa nel Gruppo B, nel concentramento della Valletta.
| Arbitri: | Arkadij Voevodin Gábor Vogel |

|                                                                     |           |                                                                        |
| Mirarchi: 4 Busilacchi, Brambilla: 2 Coppoli, Di Fulvio, Vergano: 1 | Marcatori | 3: Gheorghe 2: Marković, Negrean 1: Chioveanu, Čupić, Dunca, Georgescu |

| Arbitri: | Gernot Häntschel Gábor Vogel |

|                                             |           |                                                                                          |
| Cousin: 2 Aquilina, Camilleri, D. Zammit: 1 | Marcatori | 3: Bini, Mirarchi, Petković 2: Busilacchi, Coppoli, Deserti, Vergano 1: Brambilla, Razzi |

| Arbitri: | Gernot Häntschel Gábor Vogel |

|                                                          |           |                                                  |
| Mirarchi: 4 Petković: 3 Deserti: 2 Di Fulvio, Vergano: 1 | Marcatori | 3: P. Ćetković 1: Kovačević, Mitrović, Vujašević |

#### Secondo turno
Quattro gruppi da quattro squadre ciascuno: si qualificano al 2º turno le prime due di ciascun gruppo. La Sport Management è inclusa nel Gruppo G, nel concentramento di Busto Arsizio.
| Arbitri: | Nenad Periš Benjamin Mercier |

|                                                 |           |                                                                      |
| Deserti, Di Somma, Petković: 2 Jelača, Razzi: 1 | Marcatori | 2: Chioveanu, Negrean, Popoviciu 1: Ćupić, Dunca, Gheorghe, Marković |

| Arbitri: | Nenad Periš Zsolt Marjay |

|                                                           |           |                                                    |
| Petković: 3 Bini, Busilacchi: 2 Deserti, Jelača, Razzi: 1 | Marcatori | 5: S. Cabanas 1: V. Cabanas, Gómez, Koopman, Soler |

| Arbitri: | Giorgos Stavridis Benjamin Mercier |

|                                                           |           |                                                                                  |
| Janović, Pješivac, Ranđić, Ukropina: 2 Moskov, Popadić: 1 | Marcatori | 2: Jelača 1: Busilacchi, Di Fulvio, Di Somma, Mirarchi, Petković, Razzi, Vergano |

## Statistiche

### Statistiche di squadra
- Statistiche aggiornate al 25 maggio 2016.

| Competizione     | Punti | In casa | In casa | In casa | In casa | In casa | In casa | In trasferta | In trasferta | In trasferta | In trasferta | In trasferta | In trasferta | Neutro | Neutro | Neutro | Neutro | Neutro | Neutro | Totale | Totale | Totale | Totale | Totale | Totale | DR   |
| Competizione     | Punti | G       | V       | N       | P       | Gf      | Gs      | G            | V            | N            | P            | Gf           | Gs           | G      | V      | N      | P      | Gf     | Gs     | G      | V      | N      | P      | Gf     | Gs     | DR   |
| ---------------- | ----- | ------- | ------- | ------- | ------- | ------- | ------- | ------------ | ------------ | ------------ | ------------ | ------------ | ------------ | ------ | ------ | ------ | ------ | ------ | ------ | ------ | ------ | ------ | ------ | ------ | ------ | ---- |
| Serie A1         | 58    | 13      | 9       | 1       | 2       | 171     | 106     | 13           | 8            | 1            | 4            | 150          | 103          | 0      | 0      | 0      | 0      | 0      | 0      | 26     | 18     | 2      | 6      | 311    | 209    | +102 |
| Playoff          | -     | 0       | 0       | 0       | 0       | 0       | 0       | 0            | 0            | 0            | 0            | 0            | 0            | 1      | 1      | 0      | 0      | 6      | 5      | 1      | 1      | 0      | 0      | 6      | 5      | +1   |
| Coppa Italia     | -     | 2       | 1       | 0       | 1       | 9       | 17      | 0            | 0            | 0            | 0            | 0            | 0            | 0      | 0      | 0      | 0      | 0      | 0      | 2      | 1      | 0      | 1      | 9      | 17     | -8   |
| Champions League | -     | 3       | 1       | 0       | 2       | 27      | 29      | 3            | 2            | 1            | 0            | 41           | 22           | 0      | 0      | 0      | 0      | 0      | 0      | 6      | 3      | 1      | 2      | 68     | 51     | +17  |
| Totale           | -     | 18      | 11      | 1       | 5       | 187     | 152     | 16           | 11           | 2            | 3            | 191          | 125          | 1      | 1      | 0      | 0      | 6      | 5      | 35     | 23     | 3      | 8      | 394    | 282    | +112 |

### Classifica marcatori
| Tot. | Giocatore            | A1 | CI | CL |
| ---- | -------------------- | -- | -- | -- |
| 84   | Antonio Petković     | 72 | 0  | 12 |
| 47   | Cristiano Mirarchi   | 35 | 0  | 12 |
| 46   | Arnaldo Deserti      | 37 | 2  | 7  |
| 42   | Edoardo Di Somma     | 39 | 0  | 3  |
| 36   | Giacomo Bini         | 29 | 2  | 5  |
| 31   | Andrea Razzi         | 27 | 0  | 4  |
| 28   | Marko Jelača         | 22 | 2  | 4  |
| 21   | Francesco Coppoli    | 17 | 1  | 3  |
| 18   | Alessandro Brambilla | 15 | 0  | 3  |
| 17   | Tommaso Vergano      | 11 | 1  | 5  |
| 17   | Tommaso Busilacchi   | 9  | 1  | 7  |
| 8    | Andrea Di Fulvio     | 5  | 0  | 3  |